# Campyloneurus praepotens
Campyloneurus praepotens är en stekelart som beskrevs av Turner 1918. Campyloneurus praepotens ingår i släktet Campyloneurus och familjen bracksteklar. Inga underarter finns listade.